# Heritiera montana
Heritiera montana är en malvaväxtart som beskrevs av André Joseph Guillaume Henri Kostermans. Heritiera montana ingår i släktet Heritiera och familjen malvaväxter. Inga underarter finns listade i Catalogue of Life.